# Stazione di Valmadonna
Stazione di Valmadonna vasútállomás Olaszországban, Alessandria településen.

## Vasútvonalak
Az állomást az alábbi vasútvonalak érintik:
- Chivasso–Alessandria-vasútvonal
- Novara–Alessandria-vasútvonal
- Pavia–Alessandria-vasútvonal

## Kapcsolódó állomások
A vasútállomáshoz az alábbi állomások vannak a legközelebb:
- Stazione di Valenza
- Stazione di Alessandria